# VAMP1
VAMP1‏ (Vesicle associated membrane protein 1) هوَ بروتين يُشَفر بواسطة جين VAMP1 في الإنسان.